# Pósa Lajos (író)
Pósa Lajos (Radnót, 1850. április 9. – Budapest, Terézváros, 1914. július 9.) író, költő, meseíró, dalszerző, szerkesztő, az eredeti magyar gyermekirodalom megteremtője.

## Élete
Egyszerű református földműves szülők gyermeke, akik az eszes fiút szegényes anyagi viszonyaik ellenére is taníttatták. A gimnázium hat osztályát Rimaszombatban végezte, a két felsőt Sárospatakon, majd a Budapesti Tudományegyetem bölcseleti karán a tanári pályára készült, és a rendes tanfolyamot el is végezte. Ezalatt folyton súlyos anyagi gondokkal küzdött. Mint egyetemi hallgató óraadással és a lapokba írogatással tartotta fenn magát. Öröme, vigasztalása a költészet volt; sőt feláldozta ez ábrándjának már-már biztosított életpályáját is. Volt kisegítőtanár fővárosi reáliskolákban (a Belvárosban, meg a Józsefvárosban is) egy évig; de egyrészt beteges volt, másrészt pedig minden áron költő akart lenni. Felhagyott tehát a kenyérkereső pályájával és írni kezdett.

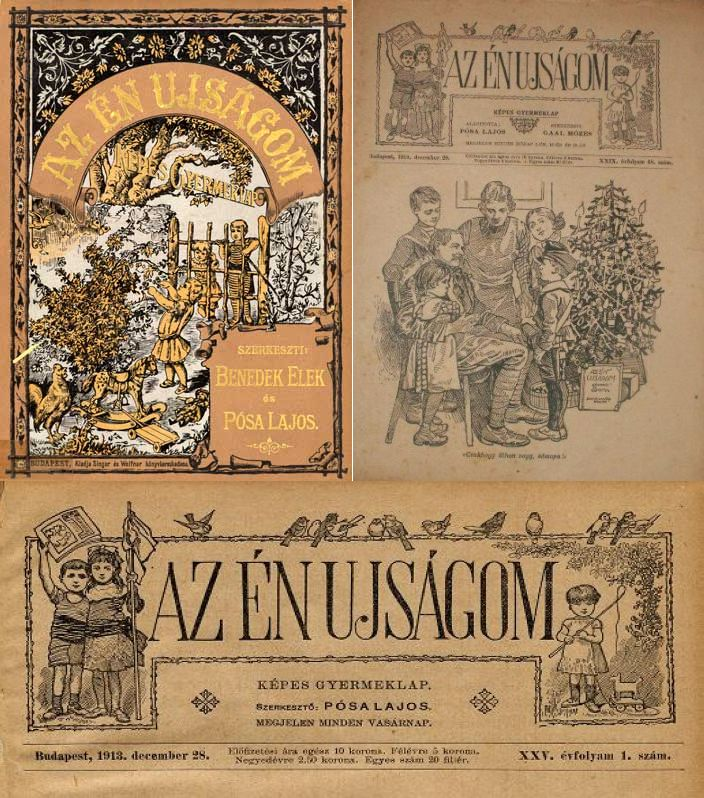
Benedek Elekkel, akivel együtt indította el az első irodalmi értékű gyermeklapot Az Én Újságom címmel

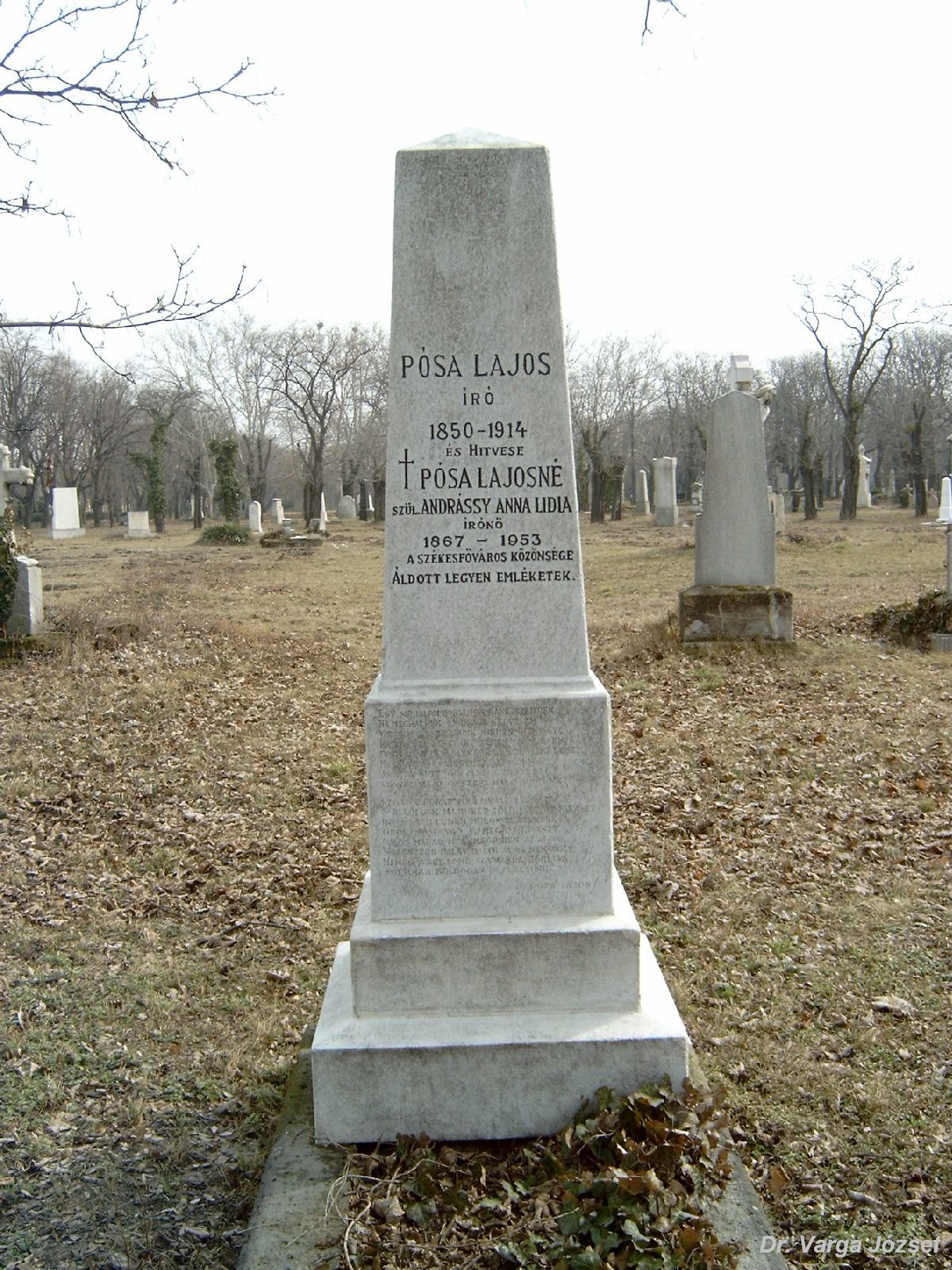
Pósa Lajos és felesége, Andrássy Anna Lídia (1867–1953) írónő sírja a Fiumei úti sírkertben (9-1-100)

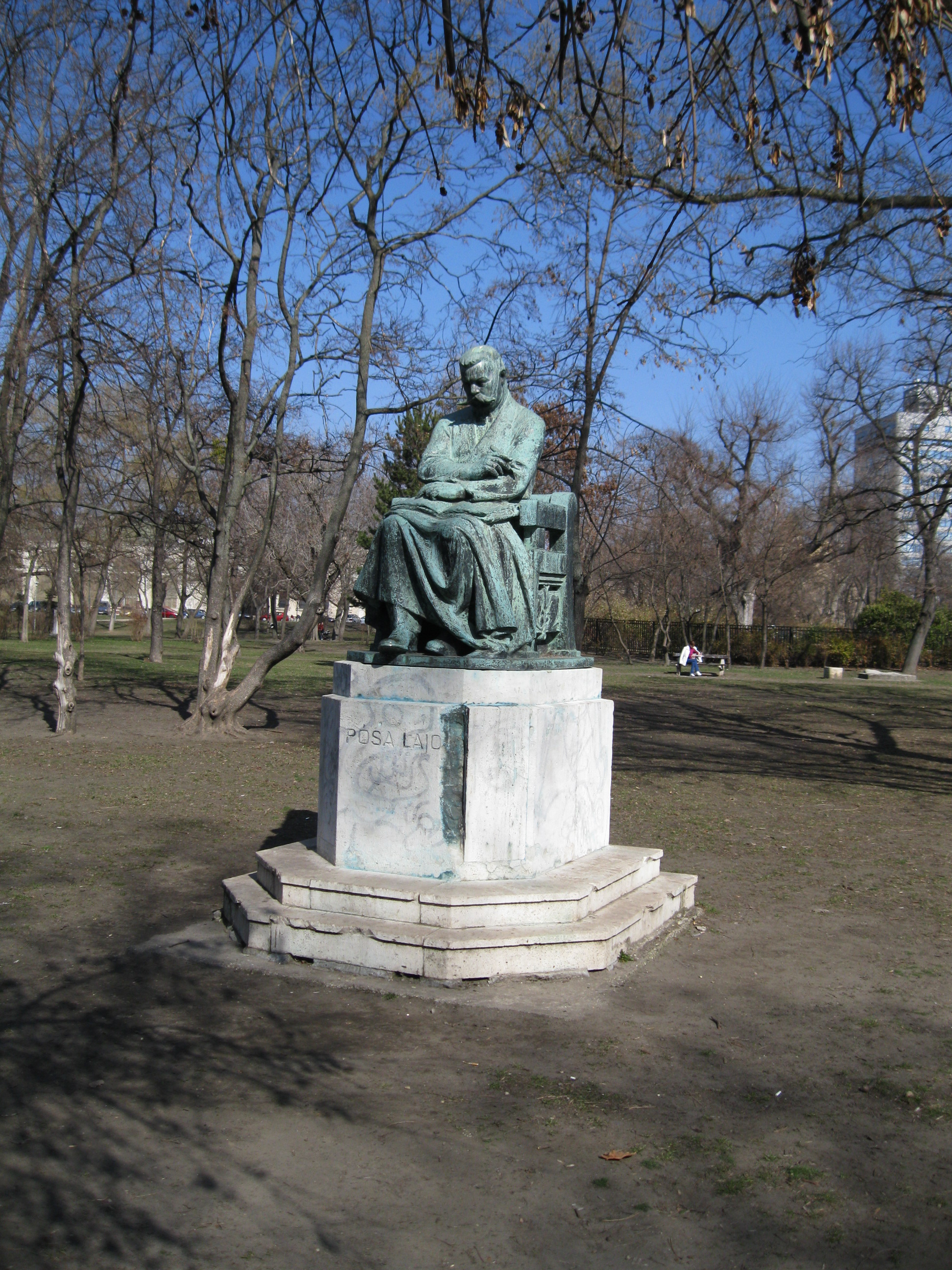
Szobra a Városligetben

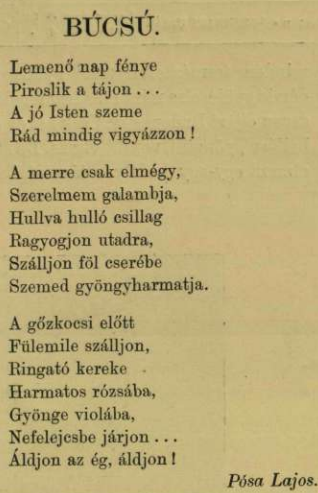
Búcsú c. verse

Írói pályáját a Tóth Kálmán szerkesztette Bolond Miska című humoros képes hetilapnál kezdte az 1870-es évek elején mint rendes belső munkatárs. Ebben a minőségében 1875-ig Csernátony Lajos Ellenőr című lapjának is dolgozott, majd a Toldy István szerkesztésében megjelent Nemzeti Hírlaphoz került, majd 1881-től a Szegedi Napló munkatársa volt.
Majdnem minden napi és hetilapba s folyóiratba írt, a fővárosiakon kívül számos vidékibe is. Mint munkatárs és segédszerkesztő Szegeden 1889 végéig működött, amikor már mint országszerte ismert gyermekköltőt a Singer és Wolfner cég egy megindítandó gyermeklap szerkesztőjéül meghívta Budapestre. Szegeden arany tollal tisztelték meg, eljövetelekor gyermekek arcképeivel egy albumot nyújtottak át neki és a város elitje búcsúünnepet rendezett a tiszteletére. Ezt követően Budapesten dolgozott, Benedek Elekkel együtt megindította az első irodalmi értékű gyermeklapot Az Én Újságom címmel, s annak szerkesztője volt. A gyermekköltészet mellett a hazafias lírát művelte, nevezetes politikai események alkalmával gyakran adva kifejezést honfiúi érzéseinek. Ilyen költeményeinek lelkesítő hatása alatt határozták el és kötelezték magukat a Gyorok-ménesi szőlőbirtokosok, hogy a költőt minden évben Lajos napján egy hordó ménesi borral tisztelik meg. Az első évi tiszteletadót 1896-ban külön küldöttség művészileg faragott hordóban adta át egy írói estélyen a „Pósa-asztalnál”. 1901-ben megházasodott, és anyja halála után feleségével együtt Radnótra költözött, azonban alig egy év múlva ismét visszatért a fővárosba. 1892-ben a Petőfi Társaság tagjának választotta.
Számos verskötete és több mint 50 kötetnyi gyermekverse jelent meg. Mintegy 800 dalt írt, ebből vagy 400 meg van zenésítve; a legtöbb magyar dallamszerző felhasználta szövegeit, leginkább azonban Dankó Pista és Lányi Géza. Műveit számos idegen nyelvre lefordították.

## Emlékezete
- Gárdonyi Géza író így méltatta: „Munkásságának nemzetnevelő hatásában egy lépcsővel sem áll lejjebb Petőfinél, Aranynál, Jókainál.”
- Emlékét őrzik Móra Ferenc A költő, az Énisz-tenöm, jóisz-tenöm, avagy: magánvélemény az irodalomról és A halhatatlanság körül című, nagyrészt életrajzi jellegű írásai (megjelentek Móra Napok, holdak, elmúlt csillagok című kötetében).
- Ady Endre költő ellenben lesújtó véleményt fogalmazott meg róla: „Ez a piros-fehér-zöld özönvíz még azt a kevés kultúrát is megemészti, ami volt ebben az országban. Szomorú itt élni, hol a Nessi Pálok a hatalmon s Pósa Lajosok az írók.”[4]
- Egész alakos szobra a pesti Városligetben áll, síremléke a Fiumei úti sírkertben található.
- Mellszobra szülőfalujában, a nemesradnóti alapiskola előtt áll. Margó Ede budapesti szobrászművész munkája. A kőből faragott szobortalpazatot a Ferenczy fivérek készítették. Felavatására országos ünnepség keretében került sor 1934. július 1-én. Ez volt az akkori Csehszlovákia területén az első magyarnak állított szobor.
- Hódmezővásárhelyi szobrát, Gábor Emese Anna alkotását 2010-ben állították és avatták fel a vásárhelyi Németh László Városi Könyvtár előtti parkban, a gyermekkönyvtár is akkor vette fel a nevét.
- A nemesradnóti református gyülekezeti ház nagytermében rendezték be első állandó emlékkiállítását Pósa Lajos Emlékképtár néven. Az ünnepélyes megnyitóra 2022. április 9-én került sor.

## Művei
1. Költemények. Budapest, 1878 (Ism. Petőfi-Társaság Lapja, Fővárosi Lapok 65., Közvélemény 100. sz.)
2. Ujabb költemények. Budapest, 1881
3. Pósa Lajos költeményei. Szeged, 1883 (Ism. Kikindai Közlöny 26., Rozsnyói Hiradó 28. sz., Függetlenség 145., P. Napló 147., P. Hirlap 146., Bud. Hirlap 147., Főv. Lapok 124., Budapest 149., Szegedi Hiradó 110., Egyetértés 151., Koszorú 35. sz.)
4. Dalok, regék az ifjúság számára. Jankó János rajzaival. uo., 1884 (Ism. Magyarország és Nagyvilág 10., Függetlenség 61., Nemzet 90. sz.).
5. Kis bokréta. Költemények jó gyermekek számára. 6 színes képpel. Budapest, (1885)
6. Gyermekversek. Bloch Gyula eredeti rajzaival. Szeged, 1886
7. Arany kert. Gyermekversek. Öt színes képpel és hazai művészek rajzaival. Budapest, 1886 (Ism. Szegedi Napló 285., Arad és Vidéke 289. szám)
8. Tíz év alatt. Költemények. Szeged, 1886 (Ism. Arad és Vidéke 25. sz., Függetlenség 26., Nemzet 12., Vasárnapi Ujság 2., Rozsnyói Hiradó 17. sz.)
9. Kis arany kert. Gyermekversek. Hazai művészek rajzaival. Budapest, 1887
10. Négy mese a gyermek-ifjúság számára. Szeged, 1887
11. 140 dal. Kossuth versek. Budapest, 1887 (Ism. Szegedi Hiradó 280. sz.)
12. Dalaim. Uo. 1887. (Ism. Vásárhely és Vidéke 33., Szegedi Napló 161., Egyetértés 228., Nemzet 249., Szegedi Hiradó 208. sz.).
13. Virághullás. Költ. Budapest, 1887 és 1889
14. Ibolya. Költem. Budapest, 1887
15. Daloskönyv. Budapest, 1887
16. Népdalok. Budapest, 1888
17. Buzogány Sebestyén. A rózsatolvaj. Monolog. Budapest, 1885 (Monologok 19.)
18. Pillangók. Gyermekversek. Képekkel. Budapest, 1888 (Ism. Nemzeti Nőnevelés 1890)
19. Az aranytollú madár nótái. Gyermekversek. Elischer Lajos eredeti rajzaival. Budapest, 1888
20. ABC. Színes képekkel és versecskékkel. Budapest, 1888
21. Virágok. Képeskönyv jó gyermekek számára. Budapest, 1889
22. Gyermekkert. Apró történetek versekben. Budapest, 1889
23. Apró emberek könyve. Színes és színezetlen képekkel. Budapest, 1890 (Kiss Á.-nal együtt. Ugyanaz 100 képpel. Uo. 1890. 2. bőv. kiad. uo., 1901)
24. Rózsabokor. Képeskönyv jó gyermekek számára. Elischer Lajos eredeti rajzaival. Budapest, 1891
25. Aranynapok. Gyermekversek képekkel. Budapest, 1891
26. Aranynapok. Tündérórák. Gyermekversek képekkel. Budapest, 1891
27. Az Én Újságom gyermekszínháza leányok és fiúk számára. Budapest, 1892
28. A nagymama meséi. Jutalomkönyv jó gyermekek számára. Elbeszélések, mesék, regék és versek. 10 színes és sok fekete képpel. Budapest, 1892, két rész
29. Tündér órák. Gyermekversek. Budapest, 1892
30. Csingilingi. Apró versek. 8 színes és száznál több színezetlen képpel. Budapest, 1892 (2. bővített kiadás. Budapest, 1901)
31. Zengő arany ábéczé: Dalok gyermekek számára. Megzenésítette Tihanyi Ágost. Budapest, 1892
32. Verseskönyv kisdedóvó-intézetek, menedékházak és családok számára. Budapest, 1893 (Kiss Áronnal és Péterffy Sándorral együtt).
33. Meséskönyv. Kisdedóvó-intézetek, menedékházak és családok számára. Budapest, 1893 (Kiss Áronnal együtt)
34. Daloskönyv. Dalok és dalosjátékok kisdedóvó-intézetek, menedékházak és családok számára. Budapest, 1893 (Kiss Áronnal együtt).
35. A tanítók háza. Budapest, 1893. (Költ. Sebestyén Gyula, Br. Eötvös József cz. beszédével együtt)
36. Arany napsugár. Képeskönyv. Budapest, 1894
37. Pósa Lajos meséskönyve. Hazai művészek rajzaival. Budapest, 1894
38. Arany Ábc. Budapest, 1894
39. Pünkösdi rózsák. A gyermekek számára. Budapest, 1894
40. Gyermekmesék. Hazai művészek rajzaival. Budapest, 1895 (2. kiadás)
41. A világszép nádszál kisasszony. Mese képekkel. Budapest, 1895
42. Nagyapó mesekönyve. Jutalomk. jó gyermekek számára. Budapest, 1895
43. Haza és szabadság. Hazafias költemények és szavalatok. Budapest, 1895 (Filléres Könyvtár 6.)
44. Cinicini. A kicsikéknek muzsikálva. Tull Ödön rajzaival. Budapest, 1896. (2. kiadás. Budapest, 1901)
45. Édes anyám. Költemények. Budapest, 1897
46. Árpád népe. Budapest, 1897 (Filléres Könyvtár 25.)
47. A szabadság hősei. Képek az 1848–49. szabadságharczból. Budapest, 1898 (Filléres Könyvtár 43).
48. Száll az ének. Szavalni való versek. Budapest, 1899 (Ism. M. Hirlap 166., Magyarország 177., Vasárnapi Ujság 27., Kolozsvári Lapok 30.)
49. Harangvirágok. Versek. Budapest, 1899 (Filléres Könyvtár 62.)
50. Arany liget; Wellisch, Szentgotthárd, 1911
51. Pósa Lajos gyermekversei; bev. Herczeg Ferenc; Singer-Wolfner, Budapest, 1914
52. Játékoskönyv. Játékok, tréfák, találós mesék, közmondások; összegyűjt. Pósa Lajos; Singer-Wolfner, Budapest, 1914
53. Lidike (versek, Budapest, 1920)
54. A magyar nép kesergője (Budapest, 1921)
55. Hazafias versek; Singer-Wolfner, Budapest, 1926
56. Édesanyám, 1-2.; sajtó alá rend. Pósa Lajosné; Pátria Ny., Budapest, 1929
57. A tulipános láda; vál., bev., jegyz. Vita Zsigmond; Creanga, Bukarest, 1981
58. Az én ujságom. Válogatás Benedek Elek és Pósa Lajos gyermeklapjából, 1889–1914; vál., szerk. Csokonai Attila; Skíz, Budapest, 1992
59. Magyarország Tündérország Pósa Lajos ébresztése. Válogatás Pósa Lajos verseiből; szemelvények Andrássy Gyuláné et al. Az én újságom c. gyermeklapban megjelent írásaiból, szerk. Kun Miklós Jenő; Kairosz, Budapest, 2005
60. A didergő baglyok. Gyermekversek; Corvin, Déva, 2014

Szerkesztette a Mulattató Ujság c. képes hetilapot 1878. szeptember 15-től november 17-ig Budapesten (Bodon Józseffel együtt), a Jó Barát c. ifjúsági hetilapot 1882-ben Szegeden, a Filléres Könyvtárt 1895-től s Az Én Újságom c. gyermeklapot 1890-től. Szerkesztette Az Én Újságom Naptárát 1892–93. iskolai évre, 1902-re és 1904-1905. évekre Budapesten.
Álnevei: Darázs (az Üstökösben), Figyelő (a Szegedi Naplóban) és Lajos bácsi.

## Társasági tagságai
- Dugonics Társaság alapító tagja (1892)
- Petőfi Társaság (1892-től)